# Michel Balinski
Michel Louis Balinski, né le 6 octobre 1933 à Genève et mort le 4 février 2019 à Bayonne, est un mathématicien et économiste américain. Ses travaux portent sur les mathématiques appliquées, la recherche opérationnelle et la science politique.

## Biographie
Formé aux États-Unis, Michel Balinski a vécu et travaillé principalement aux États-Unis et en France. Il est connu pour ses travaux en optimisation (combinatoire, linéaire, non linéaire), les polyèdres convexes, et la théorie et la pratique des systèmes électoraux, la décision du jury et choix social.
Il est directeur de recherche de classe exceptionnelle (émérite) du CNRS à l’École polytechnique.

### Prix
- 2013 : prix de théorie John-von-Neumann

## Sélection de publications

### Livres
- Fair Representation: Meeting the Ideal of One Man, One Vote, Michel L. Balinski et H. Young Peyton, Yale University Press, 1982 ; 2e édition, Brookings Institution Press, Washington, 2001 prix George-H.-Hallet 2009, « [pour] un livre publié depuis au moins 10 ans, qui a apporté une contribution durable à ... la représentation et aux systèmes électoraux. »
- Le Suffrage universel inachevé, Michel Balinski, éditions Belin, 2004  (ISBN 2-7011-3774-8)
- Majority Judgment: Measuring, Ranking, and Electing, Michel Balinski et Rida Laraki, MIT Press, 2010  (ISBN 9780262015134)